# 大韋富爾
48°31′N 2°12′E / 48.51°N 2.20°E
大韋富爾（法語：Le Grand Véfour，法語發音：[lə ɡʁɑ̃ vefuʁ]）創立於1784年，位於法國巴黎第一區皇宮花園（法語：Jardin du Palais-Royal）博若萊畫廊（法語：Galerie de Beaujolais）街上，是一家獲得米其林指南兩顆星評鑑的餐廳。

## 歷史沿革
這家店的前身名為夏特賀咖啡館（法語：Café de Chartres），創立於1784年，是精緻型的咖啡館，法國大革命的活躍人物喬治·雅克·丹東、尚-保羅·馬拉和奧爾良公爵路易-菲利普二世，還有雅各賓黨等政治異議的人士，經常上門光顧並在此討論時政。
1820年，青年富商讓·韋富爾（法語：Jean Véfour）以90萬法郎的代價，將夏特賀咖啡館買下來，讓·韋富爾將咖啡館改成餐廳，並且以奢華細膩的風格取悅顧客，並且將店名改為自己的名稱韋富爾，整個十九世紀這裡都是政治和藝術菁英的聚會場所，甚至拿破崙一世和約瑟芬·德·博阿爾內，還霸道的直接釘上牌匾，不准他人使用他們的專用座位。其他名人還有：帕特里斯·麥克馬洪、喬治·桑、維克多·雨果和阿爾方斯·德·拉馬丁，都是韋富爾的座上賓。
1944年著名的馬克西姆餐廳第二代經營者路易斯·沃達布爾接管韋富爾，在他的主導餐廳改革的期間，名稱進一步提升為大韋富爾，意思是更提升的韋富爾餐廳，這段期間裝潢完全重新裝修、家具和餐具也全部更新，這個劇烈的進步，又讓大韋富爾造成第二次的興盛，騷人墨客如：让·谷克多、让·马莱、薩沙·吉特里、科萊特、安德烈·馬爾羅、伊曼紐爾·貝爾（法語：Emmanuel Berl）、路易·阿拉貢、尚-保羅·沙特、西蒙·波娃、皮埃爾·多梅尼（法語：Pierre Daumesnil）、若阿尚·繆拉、讓-巴蒂斯特·貝西埃，都被這裡的美食和氣氛深深吸引。
1983年泰廷格家族（法語：Famille Taittinger）由盧浮宮集團（法語：Groupe du Louvre），收購了大韋富爾。這一年是大韋富爾非常詭譎的一年，首先12月9日大韋富爾被列入法國歷史古蹟，但是到了12月23日，卻遭到不明人士的無差別攻擊，弗朗索瓦絲·魯德茨基（法語：Françoise Rudetzki）也因此受到這起攻擊事件的波及。
2005年所有的法人盧浮宮集團被喜達屋資本集團（法語：Starwood Capital Group）收購，2015年時又被中國錦江國際集團收購。
先不論法人商業的買賣手段，2001年1月，當時有才幹的主廚居伊·馬丁（法語：Guy Martin）接手負責經營大韋富爾，2013年10月他出版《大韋富爾》以獻給長期一直支持這家餐廳的顧客和老饕。

### 獲獎紀錄
- 1953-1983年，曾經獲得米其林三顆星評鑑
- 2003年，蓋伊·馬丁再次獲得米其林三顆星評鑑
- 2008年之後，大韋富爾被調降為兩顆星[4]

## 相關連結
- 大韋富爾官方網站 （页面存档备份，存于）